# La senda de la traición
La senda de la traición es una película de 1965 perteneciente al subgénero del eurowestern dirigida por Harald Reinl y protagonizada por Lex Barker y Pierre Brice. Es una coproducción entre la República Federal de Alemania, Yugoslavia e Italia que supone el sexto filme de una serie producida por Rialto Film basada en las novelas de Karl May protagonizadas por el explorador Old Shatterhand y el jefe apache Winnetou. Fue rodada en Eastmancolor y Ultrascope. Su título original en alemán es Winnetou 3. Teil.

## Antecedentes
En 1961 el productor alemán Horst Wendlandt —con la empresa Rialto Film— alcanzó un notable éxito con la película El tesoro del lago de plata, adaptación de una de las novelas de Karl May ambientadas en el Viejo Oeste. El estadounidense Lex Barker y el francés Pierre Brice encarnaron a los héroes Old Shatterhand y Winnetou, personajes muy populares en Alemania y otros países europeos. El favor del público le llevó a realizar nuevas películas con los mismos personajes, y su fama hizo que el avispado productor Artur Brauner —al frente de CCC Film— le imitara con el filme Old Shatterhand, utilizando a los mismos intérpretes. La quinta cinta de Rialto Film había sido Der Ölprinz ese mismo año 1965, en la que Barker fue sustituido por Stewart Granger por estar rodando otra película. Poco después, con el actor estadounidense de vuelta, Wendlandt abordó la adaptación de la tercera parte de Winnetou. Los seguidores de las películas se sintieron consternados porque sabían que el jefe de los apaches mescaleros moría al final del relato. Sin embargo, también era sabido que May había escrito otras novelas protagonizadas por Winnetou después de aquella y nada impedía que también se rodaran nuevos filmes tras este.

## Sinopsis
Un grupo de facinerosos masacran a los bisontes cuya existencia es vital para los apaches mescaleros por encargo de hombres de negocios interesados en hacerse con las tierras de la tribu. Son capturados por los hombres de Winnetou y este acude a Santa Fe para entrevistarse con el gobernador del Territorio de Nuevo México. Este les ofrece su apoyo y el del Ejército, pero su desleal secretario advierte a los organizadores del complot.
Al atravesar una cantera el sicario Gómez intenta matar a ambos amigos mediante un desprendimiento de rocas. Ambos eluden la muerte y Old Shatterhand vuelve a la ciudad siguiendo a Gómez. Entra en la fiesta de los bandidos y se enfrenta con ellos. Entonces el jefe de la banda decide llamar a un forajido llamado Rollins. Este se pone en camino acompañado de su banda y de Sam Hawkens, que se ha unido a ellos para vigilarlos. La banda de Rollins deja a Sam atado a un árbol e intenta repetidamente asesinar a Winnetou, sin éxito.
Old Shatterhand se entera de la situación al obligar a hablar a Gómez, libera a Sam y salva a Winnetou cuando está a punto de ser atrapado, pero entonces son atrapados por los apaches jicarillas del jefe Búfalo Blanco, a quien los bandidos han engañado para que les ayude en sus planes. Mientras tanto, Sam debe huir de la ciudad perseguido por los bandidos, para lo que usa el caballo de un pirotécnico. Para asegurarse la complicidad de Búfalo Blanco, Rollins asesina a su hijo Pantera Veloz y culpa del crimen a Winnetou. Cuando los jicarillas se disponen a ejecutar a sus prisioneros, Sam les asusta con ayuda de los fuegos artificiales que porta su montura.
Rollins intenta vender las tierras de los apaches a los colonos, que están dispuestos a pagar un alto precio. Anuncia la muerte de Old Shatterhand pero este aparece y, tras enfrentarse a los bandidos y dejar fuera de combate al propio Rollins, envía un telegrama pidiendo ayuda al gobernador. Este captura al jefe de los conspiradores y envía al Ejército en ayuda de los mescaleros.
Rollins y Búfalo Blanco organizan un ataque conjunto contra el poblado de Winnetou, pero sus planes se ven una y otra vez retrasados y su tropa mermada por las tácticas defensivas del jefe mescalero, de Sam y de Old Shatterhand. Cuando se disponen a lanzar el asalto final llega la caballería. Rollins dispara contra Old Shatterhand pero Winnetou se interpone y recibe un disparo fatal. Los mescaleros vengan a su jefe alanceando a Rollins. Finalmente, Winnetou fallece en paz tras comprobar que su pueblo está a salvo y es enterrado con honores.

## Producción

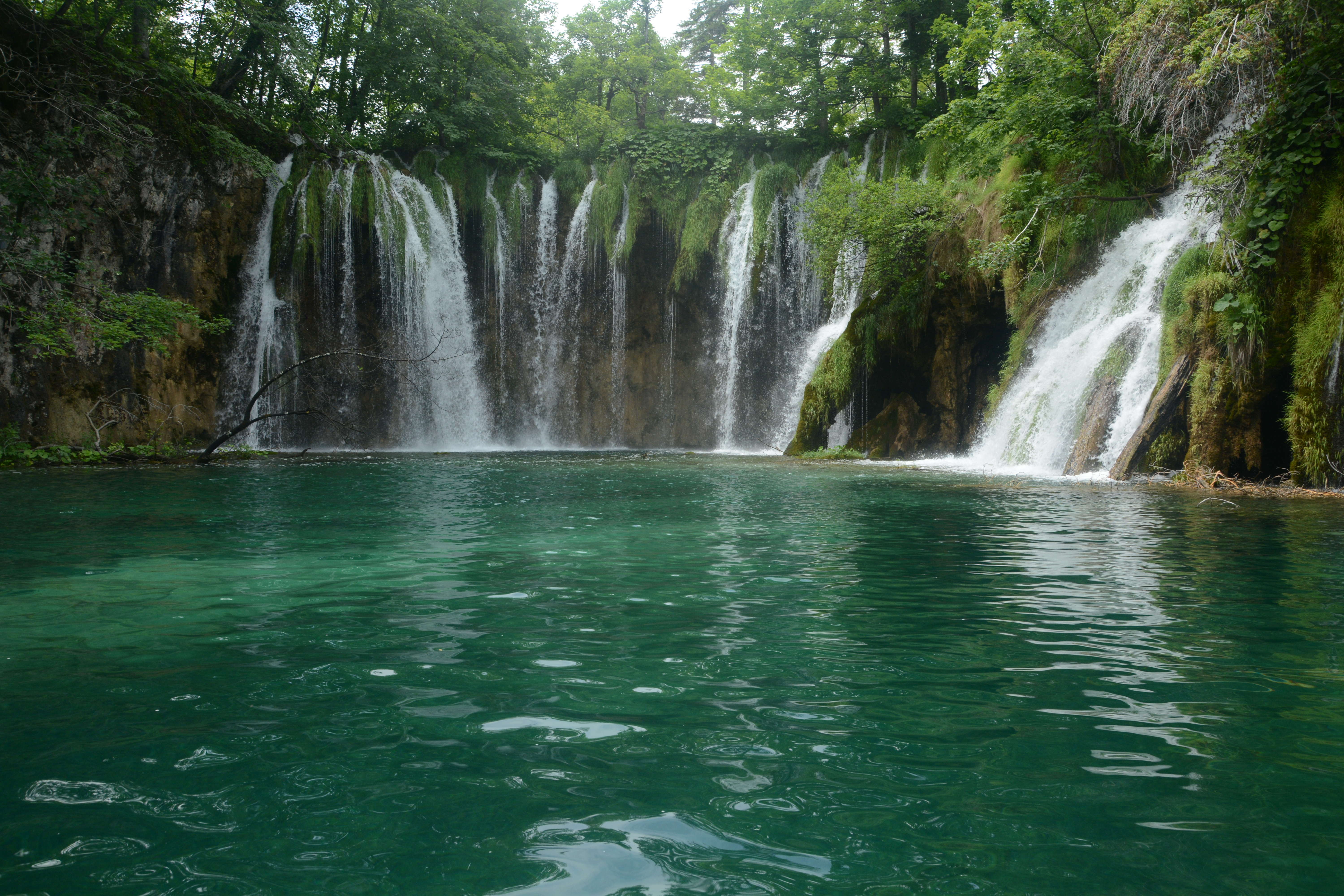
El Parque nacional de los Lagos de Plitvice sirvió nuevamente para rodar escenas del filme.

Para mantener el éxito de la fórmula, Wendlandt y Rialto Film recurrieron a los colaboradores que habían acertado desde el primer film de la serie. El director volvió a ser Harald Reinl, un profesional polivalente acostumbrado a satisfacer los deseos del público y sin afán alguno de complacer a la crítica. El guion fue nuevamente encomendado a Harald G. Petersson —acompañado esta vez por J. Joachim Bartsch— que volvió a hacer una libérrima adaptación de la novela de Karl May destacando aquellos aspectos que mejor podían ser llevados a la pantalla. Puesto que el malvado Santer había muerto al final de Winnetou 1. Teil, hubo de ser sustituido por un nuevo villano llamado Rollins, que fue interpretado por el italiano Rik Battaglia quien, curiosamente, ya había intervenido en el filme de CCC Film Old Shatterhand. Lex Barker, una vez terminado el rodaje de la película de esta productora rival en la que interpretaba a Kara Ben Nemsi —otro personaje de May que libraba sus aventuras en Oriente Próximo— se reincorporó a la serie en el protagónico papel del explorador alemán. Por supuesto, se contó con el imprescindible Pierre Brice para encarnar al jefe apache. Y con el actor cómico Ralf Wolter —muy apreciado por el público alemán— para interpretar al singular Sam Hawkens. La banda sonora volvió a ser responsabilidad de Martin Böttcher, quien una vez más compuso los románticos temas que tanto habían gustado al público y que nuevamente se editaron en disco. Finalmente, se mantuvo la colaboración con el productor yugoslavo Ivo Vrhovec y su empresa Jadran Film, lo que permitió utilizar de nuevo los hermosos escenarios croatas que tan hermoso resultado habían proporcionado en las anteriores películas, así como actores del país para los papeles secundarios. La fotografía de Ernst W. Kalinke volvió a realzarlos con un impactante color. Tan solo hubo cambio en el montaje, labor en la que el habitual Hermann Haller fue reemplazado por Jutta Hering.

## Reparto
| - Lex Barker — Old Shatterhand - Ralf Wolter — Sam Hawkens - Mihail Baloh — Gómez - Ilija Ivezic — Clark | - Pierre Brice — Winnetou - Carl Lange — El gobernador - Dusan Antonijevic — Búfalo Blanco - Veljko Maricic — Vermeulen | - Rik Battaglia — Rollins - Sophie Hardy — Ann - Aleksandar Gavric — Kid - Slobodan Dimitrijevic — Pantera Veloz |

## Recepción

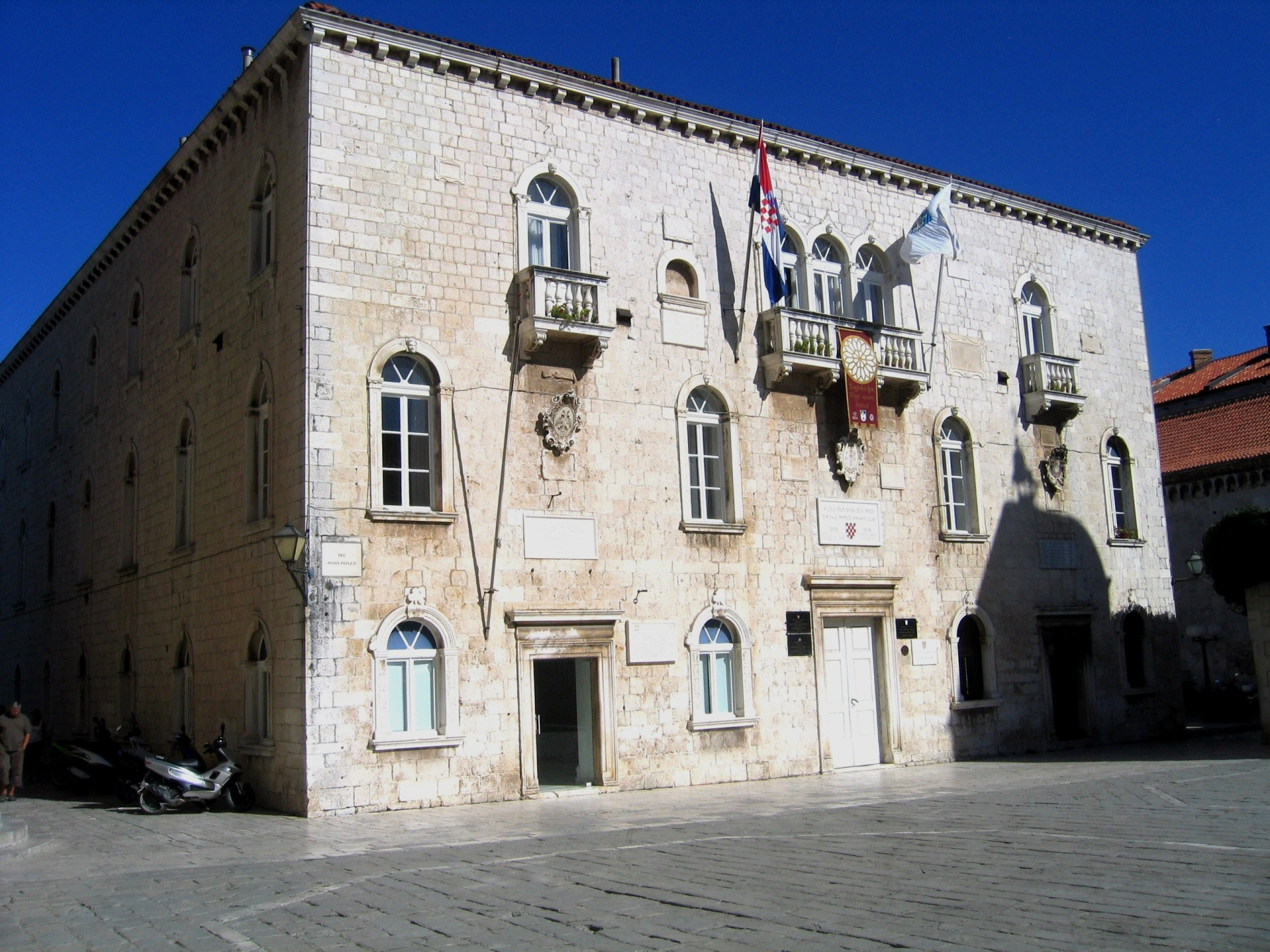
El Ayuntamiento de Trogir fue el palacio del gobernador de Nuevo México.

La película volvió a tener el éxito de la serie. Obtuvo un premio Lienzo Dorado debido al número de espectadores que la vieron. Y Wendlandt volvió a ganar el Premio Bambi a la mejor película comercial. Sin embargo, se puede decir que fue el último gran éxito de la serie. Las causas son diversas. Por un lado, el agotamiento de la fórmula, debido no solo a las películas realizadas por Rialto Film, sino a la competencia de CCC Film con otras aventuras personajes de Karl May encarnados por Lex Barker. Por otro lado, el año anterior se había estrenado otro eurowestern que marcaría un hito: Por un puñado de dólares. El filme de Sergio Leone gozó de gran éxito no solo en Europa, sino también en los mismos Estados Unidos, y sentó las bases de un nuevo subgénero: el spaghetti western. Aunque coincidía con la serie de Winnetou en hacer wésterns con un estilo diferente al estadounidense, su contenido ultraviolento y descarnado se alejaba mucho de la serie de Rialto Film y tendría más éxito.